# Hellfried Dahlmann
Hellfried Dahlmann (* 8. Juli 1905 in Ruhland; † 7. Juli 1988 in Köln) war ein deutscher klassischer Philologe, der als Professor in Marburg (1936–1953) und Köln (1953–1971) wirkte. Als verdienter Varro-Forscher und Methodiker gehört er zu den führenden Latinisten des 20. Jahrhunderts.

## Leben
Hellfried Dahlmann stammte aus einer schlesischen Pfarrersfamilie. Er begann sein Studium 1924 an der Friedrich-Alexander-Universität Erlangen und wechselte nach einem Semester an die Universität Breslau. Als er nach zwei Semestern dort seine engere Heimat wieder verlassen wollte, riet ihm Wilhelm Kroll, an die Universität Leipzig zu wechseln. Hier schloss Dahlmann nach insgesamt zehn Semestern sein Studium ab. Er hörte Erich Bethe und Alfred Körte, besonders aber schloss er sich an Richard Heinze an. Von ihm beeinflusst beschäftigte er sich mit den Ansätzen der Stoiker und Epikureer zur Sprachentstehung, über die er seine Dissertation verfasste. Heinzes Diktum: „Wenn Sie mit dieser Arbeit nicht innerhalb eines Jahres fertig sind, habe ich kein Interesse mehr an Ihnen“ wurde bestimmend für seine Arbeitsweise, bei der er jede Zögerlichkeit vermied. So wurde er 1928 mit der Dissertation De philosophorum Graecorum sententiis ad loquellae originem pertinentibus capita duo promoviert.
Nach dem Tod seines Doktorvaters (1929) ging Dahlmann nach Kiel, wo er sich bereits 1930 bei Felix Jacoby habilitierte. Am 4. November 1930 hielt er seine Antrittsvorlesung mit dem Titel Der römische Gelehrte. Seine Habilitationsschrift beschäftigte sich mit der Sprachtheorie des römischen Universalgelehrten Varro, dessen hellenistische Quellen und Eigenarten er untersuchte. Dies war der Beginn seiner lebenslangen Beschäftigung mit den Schriften Varros, die ihm großes Ansehen einbrachte. 1932 wurde er Assistent an der Universität zu Köln bei Günther Jachmann, 1935 Oberassistent an der Friedrich-Wilhelms-Universität Berlin bei Werner Jaeger. Obwohl er nur ein Jahr hier blieb, verkehrte Dahlmann in Berlin mit vielen bekannten Gelehrten und hielt seine Freundschaft zu Jaeger auch nach dessen Emigration in die USA aufrecht. 1936 nahm Dahlmann einen Ruf der Philipps-Universität Marburg an, wo er als Nachfolger von Ernst Lommatzsch außerordentlicher Professor war. 1941 wurde er zum Ordinarius befördert. Von 1942 bis 1945 nahm er als Soldat am Zweiten Weltkrieg teil.
Dahlmanns wissenschaftlicher Ruf brachte ihm 1950 die Wahl zum ordentlichen Mitglied der Mainzer Akademie der Wissenschaften und der Literatur ein, an der er bis zu seinem Tode mit Präsenz und vielen Publikationen wirkte. Die letzte Station seines Lebens wurde Köln, wo er 1953 als Nachfolger Günther Jachmanns auf den Lehrstuhl für Klassische Philologie berufen wurde. Hier lehrte und forschte er bis nach seiner Emeritierung im Jahr 1971.
Dahlmann starb 1988, am Vortag seines 83. Geburtstags. Die Familiengrabstätte befindet sich auf dem Kölner Melaten-Friedhof.

## Leistungen
Dahlmann war wie sein Lehrer Heinze Latinist. Er war einer der bedeutendsten Varro-Forscher des 20. Jahrhunderts. Nach seiner Habilitationsschrift (Varro und die hellenistische Sprachtheorie, Berlin 1932) verfasste er 1935 für Paulys Realencyclopädie der classischen Altertumswissenschaft einen über 100 Spalten langen Artikel über Varro, in dem das breite, nur fragmentarisch erhaltene Werk des Gelehrten eingehend untersucht und der Forschungsdiskurs kritisch beleuchtet wird. Er lieferte auch einen Kommentar zum achten Buch von Varros Sprachtheorie (Hermes-Einzelschriften 7, Berlin 1940) und Abhandlungen über die Schriften De poematis (Mainz 1953) und De poetis (Mainz 1962), an denen er das Dispositionsschema poetologischer Abhandlungen exemplarisch untersuchte. Dahlmann war bemüht, Fragmente nicht nur zu sammeln, sondern aus ihnen das ganze Werk zu rekonstruieren. In dieser Methode unterwies er auch seine Schüler.
Gemeinsam mit Heinze kommt Dahlmann das Verdienst zu, den Weg für eine neue Latinistik zu ebnen. Er zielte darauf ab, den eigenen Charakter und die Struktur römischer literarischer Werke offenzulegen und überwand so den Ansatz des 19. Jahrhunderts. In diesem Sinne näherte sich Dahlmann nicht nur Varro, sondern auch Horaz, Vergil und Lukrez. In seinen späteren Jahren beschäftigte er sich mit den sogenannten Poetae minores der klassischen und nachklassischen Zeit. Aus den nur 14 Fragmenten der Res Romanae von Cornelius Severus rekonstruierte er Stilistik, Metrik und epische Erzählkunst des Dichters.

## Schriften (Auswahl)
- De philosophorum Graecorum sententiis ad loquellae originem pertinentibus capita duo. Weida 1928 (Dissertation, Universität Leipzig)
- Varro und die hellenistische Sprachtheorie (= Problemata. Heft 5). Weidmann, Berlin 1932 (Habilitationsschrift, Universität Kiel 1930). Nachdruck Weidmann, Berlin / Zürich 1964
  - italienische Übersetzung von Gualtiero Calboli: Varrone e la teoria ellenistica della lingua. Loffredo, Napoli 1997, 88-8096-540-9
- Varro. De lingua Latina, Buch 8. Erklärt von Hellfried Dahlmann (= Hermes. Einzelschriften. Heft 7). Weidmann, Berlin 1940. 2., unveränderte Auflage, ebenda 1966. 3., unveränderte Auflage, Hildesheim 2003, ISBN 3-615-15850-4.
- L. Annaeus Seneca. Über die Kürze des Lebens. Mit Einleitung, Übersetzung und Erläuterungen herausgegeben (= Das Wort der Antike. Band 1). Hueber, München 1949.
- M. Tullius Cicero. Briefe aus der Zeit der Herrschaft Caesars (= Heidelberger Texte. Lateinische Reihe. Band 17). Kerle, Heidelberg 1949.
- Zur Überlieferung über die „altrömischen Tafellieder“ (= Abhandlungen der Akademie der Wissenschaften und der Literatur, Geistes- und sozialwissenschaftliche Klasse. Jahrgang 1950, Nummer 17). Verlag der Akademie der Wissenschaften und der Literatur (in Kommission bei Franz Steiner Verlag, Wiesbaden), Mainz 1950.
- Varros Schrift „de poematis“ und die hellenistisch-römische Poetik (= Abhandlungen der Akademie der Wissenschaften und der Literatur. Geistes- und sozialwissenschaftliche Klasse. Jahrgang 1953, Nummer 3). Verlag der Akademie der Wissenschaften und der Literatur (in Kommission bei Franz Steiner Verlag, Wiesbaden), Mainz 1953.
- Der Bienenstaat in Vergils Georgica (=  Abhandlungen der Akademie der Wissenschaften und der Literatur. Geistes- und sozialwissenschaftliche Klasse. Jahrgang 1954, Nummer 10). Verlag der Akademie der Wissenschaften und der Literatur (in Kommission bei Franz Steiner Verlag, Wiesbaden), Mainz 1955.
- mit Reinhard Heisterhagen: Varronische Studien. Teil 1: Zu den Logistorici (= Abhandlungen der geistes- und sozialwissenschaftlichen Klasse der Akademie der Wissenschaften und der Literatur in Mainz. Jahrgang 1957, Nummer 4). Verlag der Akademie der Wissenschaften und der Literatur, Mainz 1957.
- mit Wolfgang Speyer: Varronische Studien. Teil 2 (= Abhandlungen der geistes- und sozialwissenschaftlichen Klasse der Akademie der Wissenschaften und der Literatur in Mainz. Jahrgang 1959, Nummer 11). Verlag der Akademie der Wissenschaften und der Literatur, Mainz 1960.
- Studien zu Varro „De poetis“ (= Abhandlungen der geistes- und sozialwissenschaftlichen Klasse der Akademie der Wissenschaften und der Literatur in Mainz. Jahrgang 1962, Nummer 10). Verlag der Akademie der Wissenschaften und der Literatur, Mainz 1963.
- Zur Ars grammatica des Marius Victorinus (= Abhandlungen der geistes- und sozialwissenschaftlichen Klasse der Akademie der Wissenschaften und der Literatur in Mainz. Jahrgang 1970, Nummer 2). Verlag der Akademie der Wissenschaften und der Literatur, Mainz 1970
- Kleine Schriften (= Collectanea. Band 19). G. Olms, Hildesheim / New York 1970.
- Bemerkungen zu Seneca, De vita beata (= Abhandlungen der geistes- und sozialwissenschaftlichen Klasse der Akademie der Wissenschaften und der Literatur in Mainz. Jahrgang 1972, Nummer 6). Verlag der Akademie der Wissenschaften und der Literatur, Mainz 1972
- Cornelius Severus (= Abhandlungen der geistes- und sozialwissenschaftlichen Klasse der Akademie der Wissenschaften und der Literatur in Mainz. Jahrgang 1975, Nummer 6). Verlag der Akademie der Wissenschaften und der Literatur, Mainz 1975, ISBN 3-515-02090-X.
- Über Helvius Cinna (= Abhandlungen der geistes- und sozialwissenschaftlichen Klasse der Akademie der Wissenschaften und der Literatur in Mainz. Jahrgang 1977, Nummer 8). Verlag der Akademie der Wissenschaften und der Literatur, Mainz 1977, ISBN 3-515-02709-2.
- Ein Gedicht des Apuleius? (Gellius 19,11) (= Abhandlungen der geistes- und sozialwissenschaftlichen Klasse der Akademie der Wissenschaften und der Literatur in Mainz. Jahrgang 1979, Nummer 8). Verlag der Akademie der Wissenschaften und der Literatur, Mainz 1979, ISBN 3-515-03170-7.
- Über Aemilius Macer (= Abhandlungen der geistes- und sozialwissenschaftlichen Klasse der Akademie der Wissenschaften und der Literatur in Mainz. Jahrgang 1981, Nummer 6). Verlag der Akademie der Wissenschaften und der Literatur, Mainz 1981, ISBN 3-515-03554-0.
- Zu Fragmenten römischer Dichter (= Abhandlungen der geistes- und sozialwissenschaftlichen Klasse der Akademie der Wissenschaften und der Literatur in Mainz. Jahrgang 1982, Nummer 11). Steiner-Verlag, Wiesbaden 1982, ISBN 3-515-03902-3.
- Zu Fragmenten römischer Dichter. Teil 2 (= Abhandlungen der geistes- und sozialwissenschaftlichen Klasse der Akademie der Wissenschaften und der Literatur in Mainz. Jahrgang 1984, Nummer 12). Steiner-Verlag, Wiesbaden 1984, ISBN 3-515-04371-3.
- Zu Fragmenten römischer Dichter. Teil 3 (= Abhandlungen der geistes- und sozialwissenschaftlichen Klasse der Akademie der Wissenschaften und der Literatur in Mainz. Jahrgang 1987, Nummer 6). Steiner-Verlag, Wiesbaden 1987, ISBN 3-515-05042-6.